# Rainald I. (Sens)
Rainald I. von Sens, genannt der Alte († 6. Januar 996), war ein Graf von Sens. Er war ein Sohn des Grafen Fromond I. von Sens.
Wie schon sein Vater war Rainald ein Anhänger der Kapetinger. Als im Jahr 959 der Regent Brun von Köln die Stadt Troyes belagerte, marschierte eine Abteilung seiner sächsischen Krieger auch auf Sens zu. Rainald zog ihnen zusammen mit Erzbischof Archambaud entgegen und besiegte sie in einer Schlacht bei Villiers. Um die Herrschaft in seiner Grafschaft zu festigen, baute er die Burgen von Château-Renard und Joigny. 978 wurde sein Neffe Sewin zum Erzbischof von Sens gewählt, wodurch dieses Amt der Kontrolle des karolingischen Königs Lothar entzogen wurde.
Nach seinem Tod wurde Rainald in der Abtei Sainte-Colombe bestattet. Seine Kinder waren:
- Fromond II. († 1012), Graf von Sens
- Adele, Erbin von Joigny
  - ⚭ mit Gottfried I., Graf von Joigny
  - ⚭ mit Engelbert II., Graf von Brienne
- Rainald, Herr von Château-Renard, Stammvater des Hauses Courtenay (?)[1]

## Fußnote
1. ↑  Maur-François Dantine, Charles Clémencet, Saint-Allais (Nicolas Viton), Ursin Durand, François Clément - « L'art de vérifier les dates des faits historiques, des chartes, des chroniques et autres anciens ... » (1770)

| Personendaten    | Personendaten       |
| ---------------- | ------------------- |
| NAME             | Rainald I.          |
| ALTERNATIVNAMEN  | Rainald I. von Sens |
| KURZBESCHREIBUNG | Graf von Sens       |
| GEBURTSDATUM     | 10. Jahrhundert     |
| STERBEDATUM      | 6. Januar 996       |